# トゥルハンスク

座標: 北緯65度47分49秒 東経87度58分05秒 / 北緯65.797度 東経87.968度

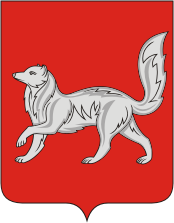
黒貂が大きく描かれたトゥルハンスクの紋章。この黒貂の絵は、街がかつて毛皮交易で繁栄したことを暗に示している。

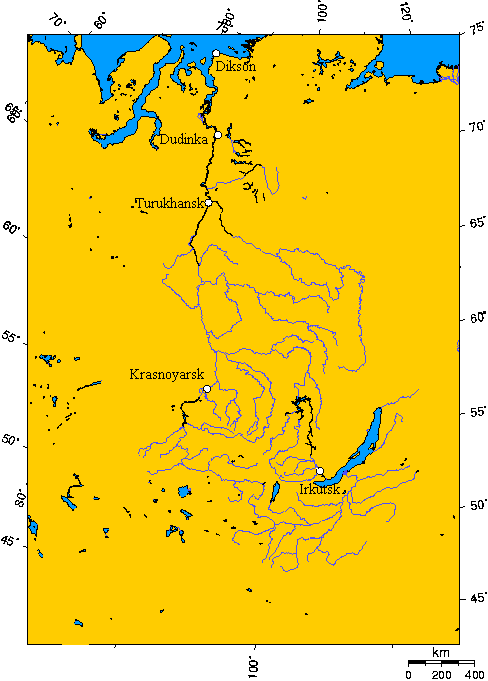
イェニセイ川流域

トゥルハンスク、またはツルハンスク(ロシア語: Туруха́нск)は、ロシア連邦、クラスノヤルスク地方トゥルハンスク地区の行政上の中心地である。地域区分で村（セロー、ロシア語: Село）にあたる。クラスノヤルスクの北方1474キロメートル、イェニセイ川とニジニャヤ・ツングースカ川の合流点に位置する。なお、1925年までは現在のスタロトゥルハンスクがトゥルハンスクと呼ばれており、現在のトゥルハンスクは1924年までモナスティルスコエ、1924年から1930年までノヴォ＝トゥルハンスクと呼ばれていた。

## 歴史

### 毛皮交易の要地として
イェニセイ川の中流には先住民ケト人が住んでいた。
16世紀から17世紀にかけて、ロシア人によるシベリア征服が行われ、初期のロシア人入植地のひとつであるトゥルハンスクは、1607年、あるいは1604年にコサックや商人たちのための冬営地(ジモヴィエзимовье)として建設された。
一方、16世紀から、毛皮獣が豊富な土地として、北極海オビ湾からタズ川に入ったあたりにあったマンガゼヤが知られていた。マンガゼヤ産の毛皮は白海アルハンゲリスク港での西ヨーロッパとの貿易で好評を博し、イギリスやオランダの商人や探検家をも呼び込んだ。1601年に作られたマンガゼヤは、北氷洋航海の終点として大いに栄えた。夏になると2000人から3000人が集まってきたという。マンガゼヤからは、トゥルハンスクのあるイェニセイ川方面へのルートも開かれた。
しかし、17世紀なかばにマンガゼヤは衰退していく。理由は、1619年、1642年、1662年のマンガゼヤの大火災のため、あるいは、北氷洋航路からのドイツ人侵入や海上密貿易を警戒したロシア・ツァーリ国当局によって、北氷洋航路が閉鎖されたためといった説がある。トゥルハンスクは旧入植地の大部分の住民を受け入れ、新マンガゼヤと呼ばれるようになった。1677年、大砲を備えた木造の砦がこの地に建てられた。入植地はシベリアでも最大規模の定期市のひとつを主催し、1785年、トゥルハンスク町（町、ウエズド　уезд）として地方行政に組み込まれた。
シベリアの毛皮は、小商人が各地の集落を周り、猟師から直接買い付けた。これらの毛皮は東シベリアの都市の定期市に送られていった。トゥルハンスクでは北極狐が集められた。
そこで買いとられた毛皮はイルクーツク定期市に出品され、イルクーツクの大商人たちが清国とのキャフタ貿易を行った。したがって、キャフタ貿易の中断にともなって、北極狐の値は大幅に下落した。
1822年以降、町の人口は減っていった。

### 流刑地として
帝政ロシアからソビエト連邦時代を通じて、トゥルハンスクはしばしば政治犯の流刑地となった。流刑囚のなかには、以下の人々が含まれる。ユーリー・マルトフ、ヤーコフ・スヴェルドロフ、ヨシフ・スターリン、レフ・カーメネフ、アレクサンドル・ウラノフスキー、マリーナ・ツヴェターエワの娘であるアリアドナ・エフロン、ユズ・アレシコフスキー、大主教聖ルカ（ヴォイノ-ヤセネツキー）らである。
トゥルハンスクに流されていたスターリンが、1913年にロシア社会民主労働党の同志ロマン・マリノフスキーに書き送った手紙がある。
親愛なる友へ。手紙を書くのは気まずいが、仕方がないのだ。今まで、これほどひどい時を過ごしたことはないと思う。金はすべてなくなった。ひどい寒さが始まった(零下37度だ)。そのせいで、どうもたちの悪いセキが出始めた。身体全体は病気気味だし、パンも砂糖も肉も灯油も蓄えがない(金はすべて当面の出費と衣服と履物でなくなった)。蓄えがないと、ここでは何でも高い（中略）牛乳も薪も必要だが、金がない。金がないのだ。友よ。この状態でどのように冬を過ごしたら良いのか、俺にはわからない。—スターリン、1913年、トゥルハンスクにて。横手慎二訳

## 人口統計
- 4,662 (2010年調査)[8]
- 4,849 (2002年調査)[9]
- 8,869 (1989年調査)[10]
- 200 (1897).

## 交通手段
トゥルハンスク空港から町に行くことができる。

## 気候
トゥルハンスクの気候はケッペンの気候区分で亜寒帯気候 (Dfc)に、トレワーサ気候区分では、穏やかな夏と極寒の冬のある (ECld) 大陸亜寒帯（タイガ）に分類される。
| トゥルハンスクの気候   | トゥルハンスクの気候 | トゥルハンスクの気候 | トゥルハンスクの気候 | トゥルハンスクの気候 | トゥルハンスクの気候 | トゥルハンスクの気候 | トゥルハンスクの気候 | トゥルハンスクの気候 | トゥルハンスクの気候 | トゥルハンスクの気候 | トゥルハンスクの気候 | トゥルハンスクの気候 | トゥルハンスクの気候 |
| 月                     | 1月                  | 2月                  | 3月                  | 4月                  | 5月                  | 6月                  | 7月                  | 8月                  | 9月                  | 10月                 | 11月                 | 12月                 | 年                   |
| ---------------------- | -------------------- | -------------------- | -------------------- | -------------------- | -------------------- | -------------------- | -------------------- | -------------------- | -------------------- | -------------------- | -------------------- | -------------------- | -------------------- |
| 最高気温記録 °C （°F） | 0.5 (32.9)           | 0.8 (33.4)           | 8.7 (47.7)           | 15.6 (60.1)          | 28.0 (82.4)          | 33.2 (91.8)          | 35.5 (95.9)          | 31.1 (88)            | 23.8 (74.8)          | 16.9 (62.4)          | 3.2 (37.8)           | 1.1 (34)             | 35.5 (95.9)          |
| 平均最高気温 °C （°F） | −21.4 (−6.5)         | −18.6 (−1.5)         | −9 (16)              | −1.7 (28.9)          | 6.2 (43.2)           | 16.8 (62.2)          | 22.0 (71.6)          | 17.9 (64.2)          | 9.4 (48.9)           | −2 (28)              | −14.6 (5.7)          | −19.8 (−3.6)         | −1.23 (29.76)        |
| 日平均気温 °C （°F）   | −25.4 (−13.7)        | −23.2 (−9.8)         | −15.1 (4.8)          | −7.9 (17.8)          | 1.3 (34.3)           | 11.4 (52.5)          | 16.5 (61.7)          | 13.1 (55.6)          | 5.6 (42.1)           | −5 (23)              | −18.6 (−1.5)         | −23.9 (−11)          | −5.93 (21.32)        |
| 平均最低気温 °C （°F） | −29.5 (−21.1)        | −27.3 (−17.1)        | −20.3 (−4.5)         | −13.7 (7.3)          | −2.9 (26.8)          | 6.7 (44.1)           | 11.5 (52.7)          | 9.0 (48.2)           | 2.7 (36.9)           | −7.8 (18)            | −22.4 (−8.3)         | −28 (−18)            | −10.17 (13.75)       |
| 最低気温記録 °C （°F） | −57 (−71)            | −55.3 (−67.5)        | −50 (−58)            | −42 (−44)            | −26.6 (−15.9)        | −8.2 (17.2)          | 0.1 (32.2)           | −2.1 (28.2)          | −17.6 (0.3)          | −39.7 (−39.5)        | −50 (−58)            | −55.2 (−67.4)        | −57 (−71)            |
| 降水量 mm （inch）     | 36 (1.42)            | 28 (1.1)             | 32 (1.26)            | 33 (1.3)             | 39 (1.54)            | 56 (2.2)             | 64 (2.52)            | 77 (3.03)            | 65 (2.56)            | 75 (2.95)            | 50 (1.97)            | 42 (1.65)            | 597 (23.5)           |
| 平均降雨日数           | 0                    | 0                    | 1                    | 6                    | 12                   | 18                   | 17                   | 20                   | 20                   | 11                   | 1                    | 0.1                  | 105                  |
| 平均降雪日数           | 28                   | 24                   | 24                   | 16                   | 8                    | 0.5                  | 0                    | 0                    | 2                    | 18                   | 26                   | 28                   | 174                  |
| % 湿度                 | 76                   | 76                   | 73                   | 65                   | 64                   | 64                   | 69                   | 77                   | 79                   | 84                   | 80                   | 77                   | 73.7                 |
| 出典：pogoda.ru.net    |                      |                      |                      |                      |                      |                      |                      |                      |                      |                      |                      |                      |                      |

## ギャラリー

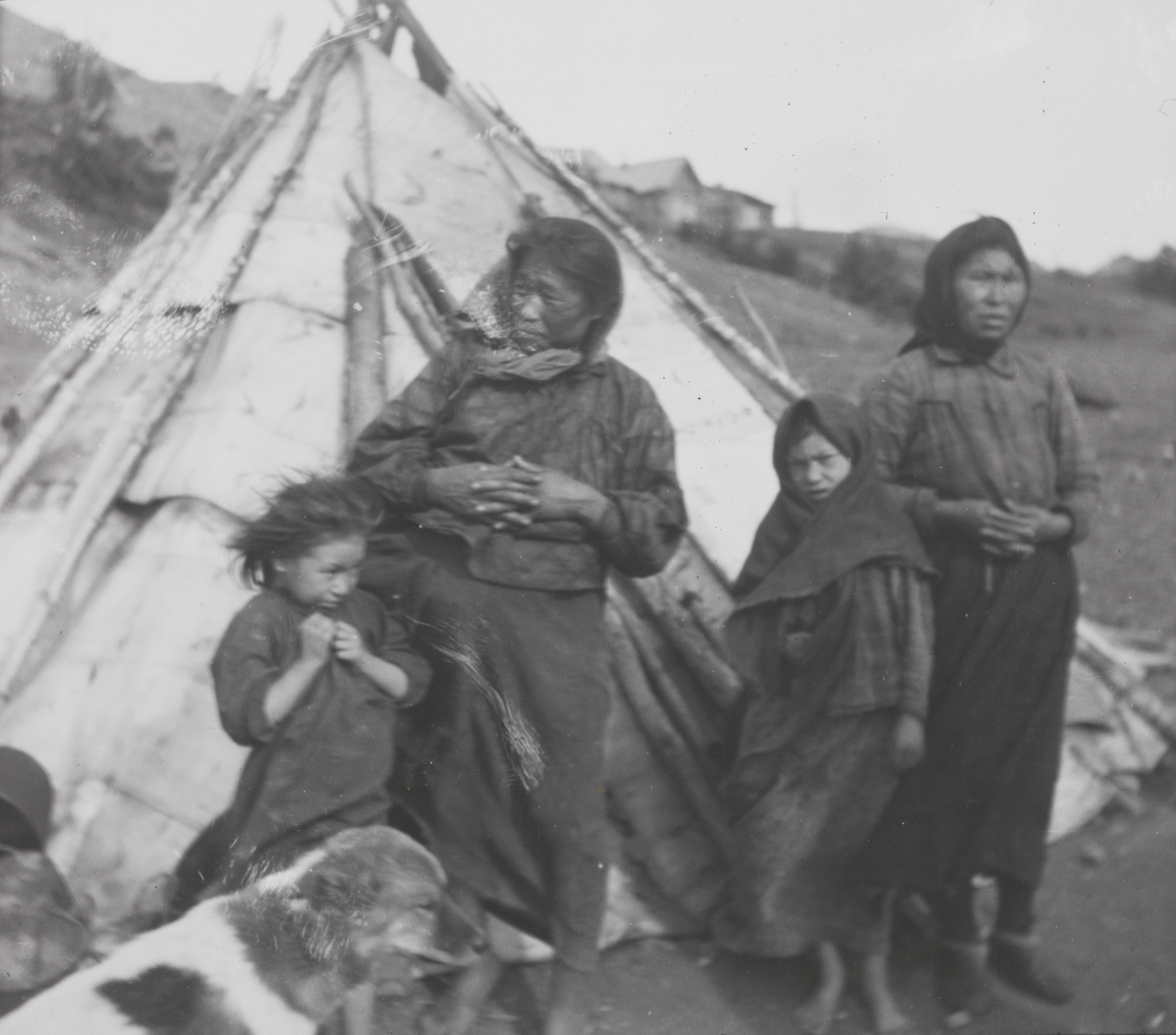
白樺の樹皮で作ったテントの前に立つ、先住民族ケト族の家族。フリチョフ・ナンセンによる1913年の写真。
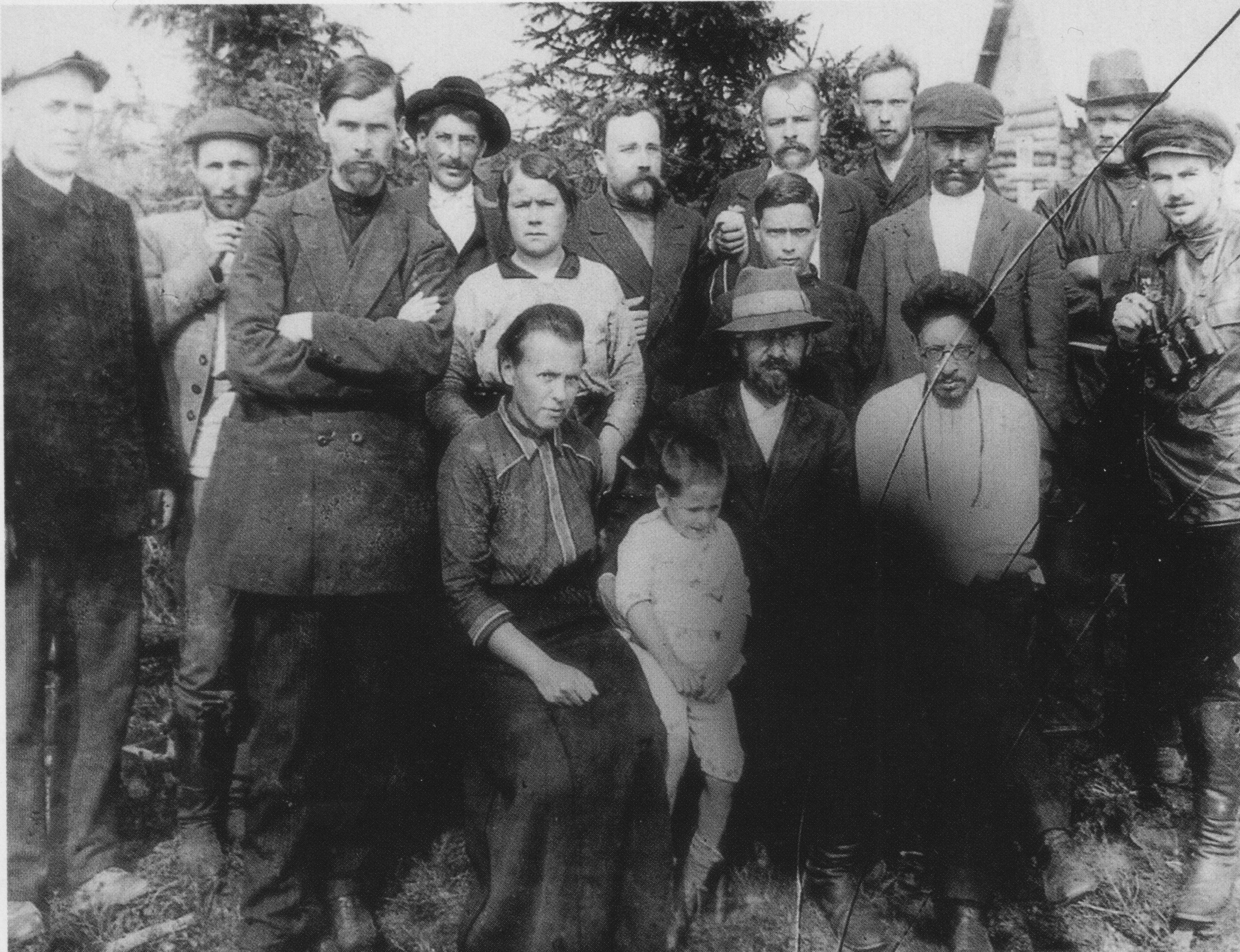
1915年、現在のトゥルハンスクに流刑された社会民主労働党のグループ。スレン・スパンダリャン（左から2人目。立位）、スターリン（4番目）、カーメネフ（6番目）、アレクセイ・バダエフ（7番目）、スヴェルドロフ(左から4人目。着席）
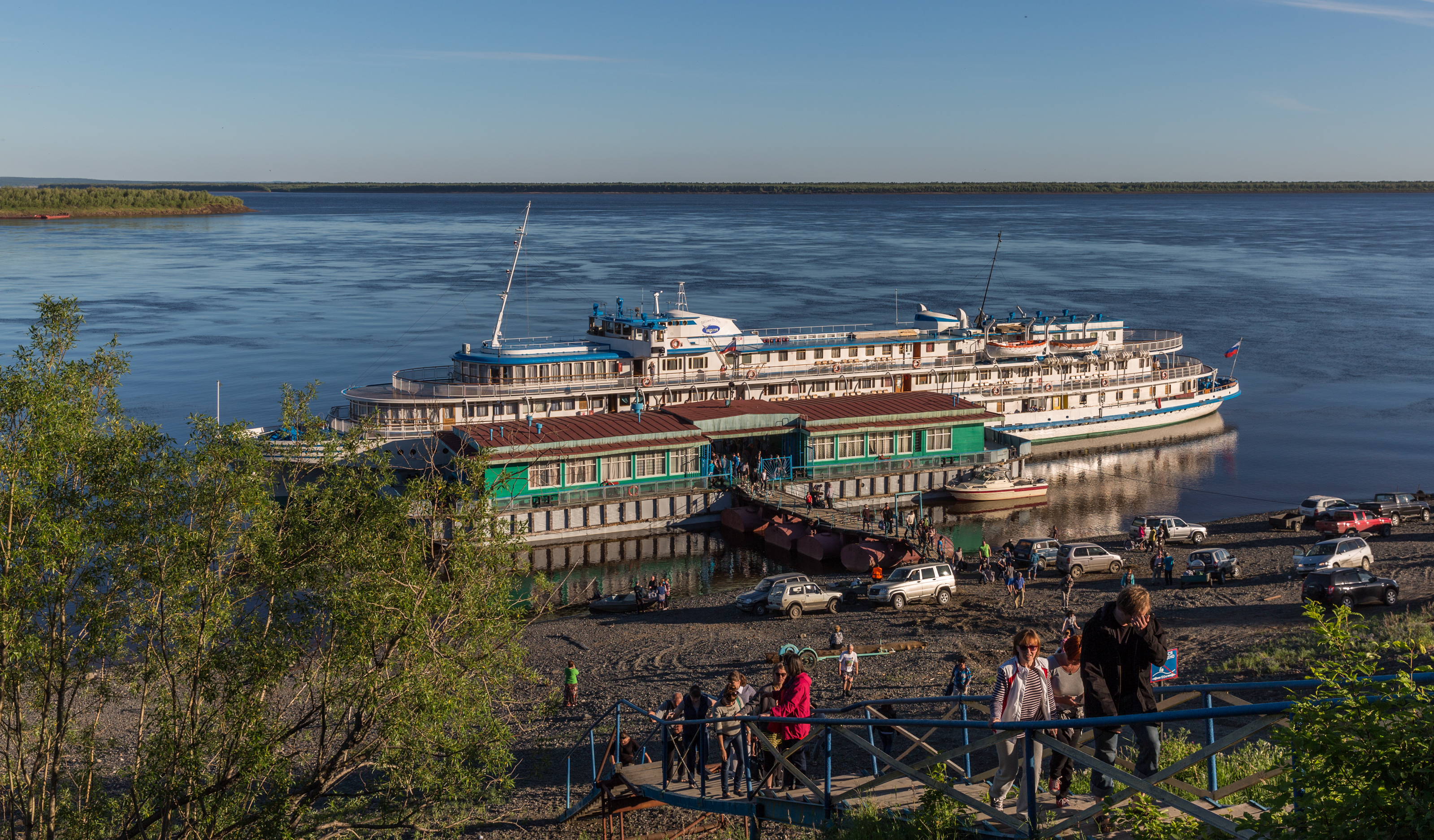
イェニセイ川のトゥルハンスク港
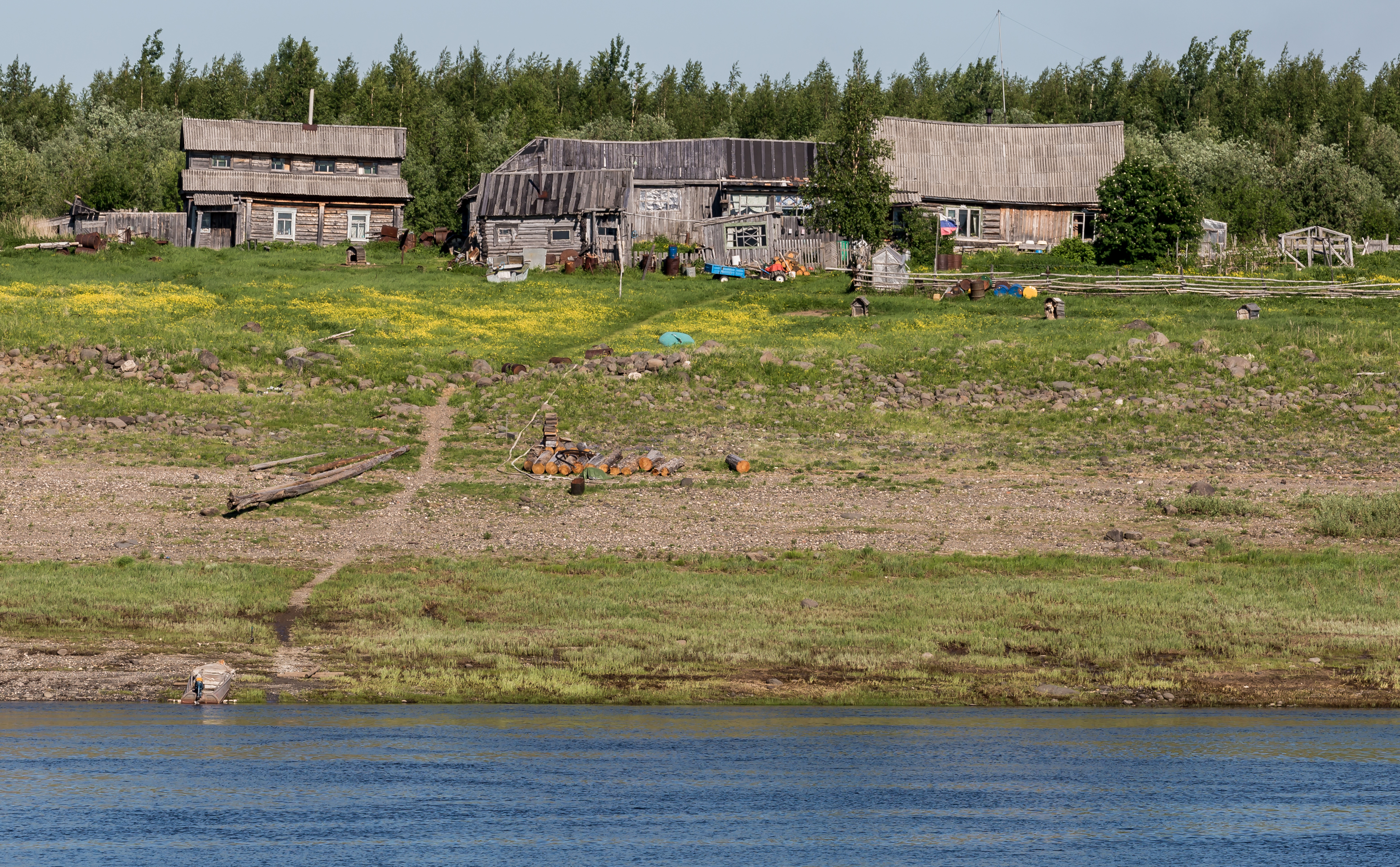
イェニセイ川の岸辺